# Walter Parratt
Sir Walter Parratt (Huddersfield, 10 febbraio 1841 – 27 marzo 1924) è stato un organista e compositore inglese.

## Biografia

### Origini
Era il figlio di un organista di una parrocchia. Cominciò a suonare l'organo in tenera età. Era un bambino prodigio: una volta suonò The Well-Tempered Clavier a memoria, senza preavviso, all'età di soli dieci anni.

### Carriera
Fu organista presso la St Paul's Church nella sua città natale (1854-1861) e, come successore di John Stainer, nel 1872, a Magdalen College, dove rimase per dieci anni. Dal 1882 ha ricoperto la carica di organista della St. George's Chapel, nel Castello di Windsor. Fu professore di musica presso l'Università di Oxford nel 1908, prendendo il posto di Hubert Parry.
Divenne uno dei maestri più importanti del suo tempo. Fu presidente del Royal College of Organists.
Parratt era anche un distinto giocatore di scacchi.
Nel 1893 fu nominato Master of the Queen's Music della regina Vittoria; conservò la carica sotto Edoardo VII e Giorgio V.